# SS.10 (ミサイル)
SS.10は、ノール・アビアシオンが開発した対戦車ミサイルである。1960年代初頭の時点でもっとも広く用いられていた有線誘導ミサイルであり、北大西洋条約機構加盟国のほとんどで採用された。アメリカ軍での型式番号はMGM-21A。

## 来歴
SS.10は、第二次世界大戦中のナチス・ドイツで開発されたルールシュタール X-4の派生型にあたる。このミサイルは空対空ミサイルとして開発されていたが、フランスは対戦車ミサイルとしての有用性に着目して、大戦後、独自に開発を継続することとした。
開発は1948年よりアルスナル国営航空工廠によって着手された。1954年に同工廠がノール・アビアシオンに統合されると、開発はそちらに引き継がれ、ノール・モデル5203と称された。開発は1955年に完了し、フランス陸軍でSS.10として装備化された。

## 設計
ミサイルの誘導方式としては手動目視線指令誘導（MCLOS）が採用された。誘導装置からミサイルへの指令信号の送信は、ミサイルの飛行中に内部から繰り出される2本の電線によって行われる。
推進装置としては二段式の（ブースターとサステナー）固体燃料ロケットが用いられた。飛翔速度は290 km/h (160 kn)であった。
弾頭としては重量8.9ポンド（4 kg）の成形炸薬弾を備え、16インチ（40 cm）の装甲を貫通することができた。起爆は着発信管によって行われていた。

## 運用史
1956年の第二次中東戦争の際、イスラエルがこのミサイルでエジプトの戦車を撃破している。フランス陸軍ではヘリコプターにも搭載しており、アルジェリア戦争の際にはジンに搭載されて運用された。
アメリカ陸軍武器科は1951年より本ミサイルに着目しており、1952年にはミサイル500発と発射装置3セットを購入、武器科自身がアバディーン性能試験場で試験に供したほか、陸軍野戦軍（AFF）はフォート・ベニングで、またアメリカ海兵隊もクアンティコ海兵隊基地で試験を行った。この試験結果は芳しく無く、1953年10月には、アメリカ軍での装備化は不適当と判断された。
しかし本命として国内で進められていたダートの開発計画も、進捗は芳しくない状況であった。そんな中、1957年6月には、SS.10の改良型によるプレゼンテーションがパリで行われ、アメリカ軍が抱いていた懸念が払拭されていることが確認された。これを受けて、1958年9月にはダート計画の中止と、暫定策としてのSS.10の導入が決定された。また1961年には発展型のSS.11とENTACの導入が決定された。これを受けて、1963年中にアメリカ軍でのSS.10の運用は終了した。
なお本ミサイルは、ソビエト連邦の3M6 シュメル（AT-1 スナッパー）のベースとなったとされる。

## 派生

### 試作品
Nord-5201
二枚翼型。
Nord-5202
四枚翼型。
Nord-5203
最終試作型。

### 量産型
SS.10/MGM-21A

## 採用した国
- アメリカ合衆国
- イスラエル
- フランス